# Provincia di Tocache
La provincia di Tocache è una provincia del Perù, situata nella regione di San Martín.

## Geografia antropica

### Suddivisioni amministrative
È divisa in 5 distretti:
- Nuevo Progreso (Nuevo Progreso)
- Pólvora (Pólvora)
- Shunte (Tambo de Paja)
- Tocache (Tocache)
- Uchiza (Uchiza)